# Laab im Walde
Laab im Walde – gmina w Austrii, w kraju związkowym Dolna Austria, w powiecie Mödling. Według Austriackiego Urzędu Statystycznego liczyła 1153 mieszkańców (1 stycznia 2014).